# Alina Șorodoc
Alina Șorodoc (n. Măierean, pe 24 iulie 1976, în comuna Teaca) este o jucătoare de handbal din România. În prezent evoluează la clubul Corona Brașov.

## Date personale[1]
- Data nașterii: 24.07.1976

- Post: Centru

- Număr tricou: 12

- Naționalitate: Română

- În echipă din: 14.08.2005